# 2022년 FIFA 월드컵 오세아니아 지역 예선 결선 토너먼트
2022년 FIFA 월드컵 오세아니아 지역 예선 결선 토너먼트는 조별 리그에서 준결승에 진출한 4개의 팀들이 대륙간 플레이오프에 진출하기 위해 겨루는 대회이다. 준결승전과 결승전으로 구성되며 각 단계별 단판 경기로 시행된다. 준결승전 승자들은 결승전에 진출하고, 결승전 승자는 북중미 3차최종예선 4위 팀과의 대륙간 플레이오프에 진출하게 된다.

## 진행 방식
2022년 FIFA 월드컵 오세아니아 지역 예선 결선 토너먼트는 조별 리그에서 각 조 1위팀들 2팀과 각조 2위팀들 2팀씩 통 4개 팀이 참가한다. 준결승전과 결승전은 모두 단판 승부 형식으로 진행된다. 준결승전과 결승전은 3월 29일까지 진행된다. 결승전에서 승리한 1팀은 2022년 FIFA 월드컵 예선 대륙간 플레이오프(오세아니아 대 남미)에 진출한다.
양 팀이 정규 시간 90분(전반 45분, 후반 45분)이 끝난 상황에서 동점으로 끝난 경우에는 연장전(전반 15분, 후반 15분)을 실시한다. 연장전에서도 양 팀이 동점으로 끝난 경우에는 승부차기를 통해 승리 팀을 결정한다. 선수 교체는 한 팀당 최대 3명까지 가능하지만 연장전에 들어간 경우에는 최대 4명까지 교체할 수 있다. 

## 참가국
- (A조 1위)
- (A조 2위)
- (B조 1위)
- (B조 2위)

## 결선 토너먼트
|  | 준결승전            | 준결승전        |  |  | 결승전 | 결승전 |
|  |                     |                 |  |  |        |        |
|  | 2022년 3월 27일 - ? |                 |  |  |        |        |
|  |                     |                 |  |  |        |        |
|  | A조 1위             |                 |  |  |        |        |
|  | 2022년 3월 30일 - ? |                 |  |  |        |        |
|  | B조 2위             |                 |  |  |        |        |
|  | 준결승전 1 승자     |                 |  |  |        |        |
|  | 2022년 3월 27일 - ? |                 |  |  |        |        |
|  |                     | 준결승전 2 승자 |  |  |        |        |
|  | B조 1위             |                 |  |  |        |        |
|  |                     |                 |  |  |        |        |
|  | A조 2위             |                 |  |  |        |        |
|  |                     |                 |  |  |        |        |

### 준결승전
| 팀 1    | 결과 | 팀 2    |
| ------- | ---- | ------- |
| A조 1위 | vs   | B조 2위 |
| B조 1위 | vs   | A조 2위 |

| A조 1위 | 준결승전 1 | B조 2위 |
| ------- | ---------- | ------- |
|         |            |         |

| B조 1위 | 준결승전 2 | A조 2위 |
| ------- | ---------- | ------- |
|         |            |         |

### 결승전
| 팀 1 | 결과 | 팀 2 |
| ---- | ---- | ---- |
| ?    | vs   | ?    |

| 준결승전 1 승자 [[ 축구 국가대표팀\|]] | v | [[ 축구 국가대표팀\|]] 준결승전 2 승자 |
| -------------------------------------- | - | -------------------------------------- |
|                                        |   |                                        |

## 기록
| 팀 득점 기록 |

## 같이 보기
- 2022년 FIFA 월드컵 오세아니아 지역 예선
- 2022년 FIFA 월드컵 오세아니아 지역 예선 조별 리그
- 2022년 FIFA 월드컵 예선 대륙간 플레이오프